# Tjörna-damm
Tjörna-damm är en sjö i Klippans kommun i Skåne och ingår i Rönne ås huvudavrinningsområde. Sjön är 1,6 meter djup, har en yta på 0,06 kvadratkilometer och befinner sig 39,3 meter över havet.